# Associació de Futbol dels Emirats Àrabs Units
L'Associació de Futbol dels Emirats Àrabs Units (àrab: الاتحاد الاماراتي لكرة القدم, al-Ittiḥād al-Imārātī li-Kurat al-Qadam, ‘Unió dels EAU de Futbol’) és la institució que regeix el futbol als Emirats Àrabs Units. Agrupa tots els clubs de futbol del país i es fa càrrec de l'organització de la Lliga dels Emirats Àrabs Units de futbol i la Copa. També és titular de la Selecció de futbol dels Emirats Àrabs Units absoluta i les de les altres categories. Té la seu a Dubai.
- Afiliació a la FIFA: 1974[1]
- Afiliació a l'AFC: 1974[4]
- Afiliació a l'UAFA: 1974[5]
- Afiliació a la WAFF: 2009[6]
- Afiliació a l'AGCFF: 2016[7]